# Gare de Venaco
Gare de Venaco vasútállomás Franciaországban, Venaco településen.

## Vasútvonalak
Az állomást az alábbi vasútvonalak érintik:
- Bastia-Ajaccio-vasútvonal

## Kapcsolódó állomások
A vasútállomáshoz az alábbi állomások vannak a legközelebb:
- Gare de Poggio - Riventosa
- Gare de Vivario